# Strana socialistů-revolucionářů

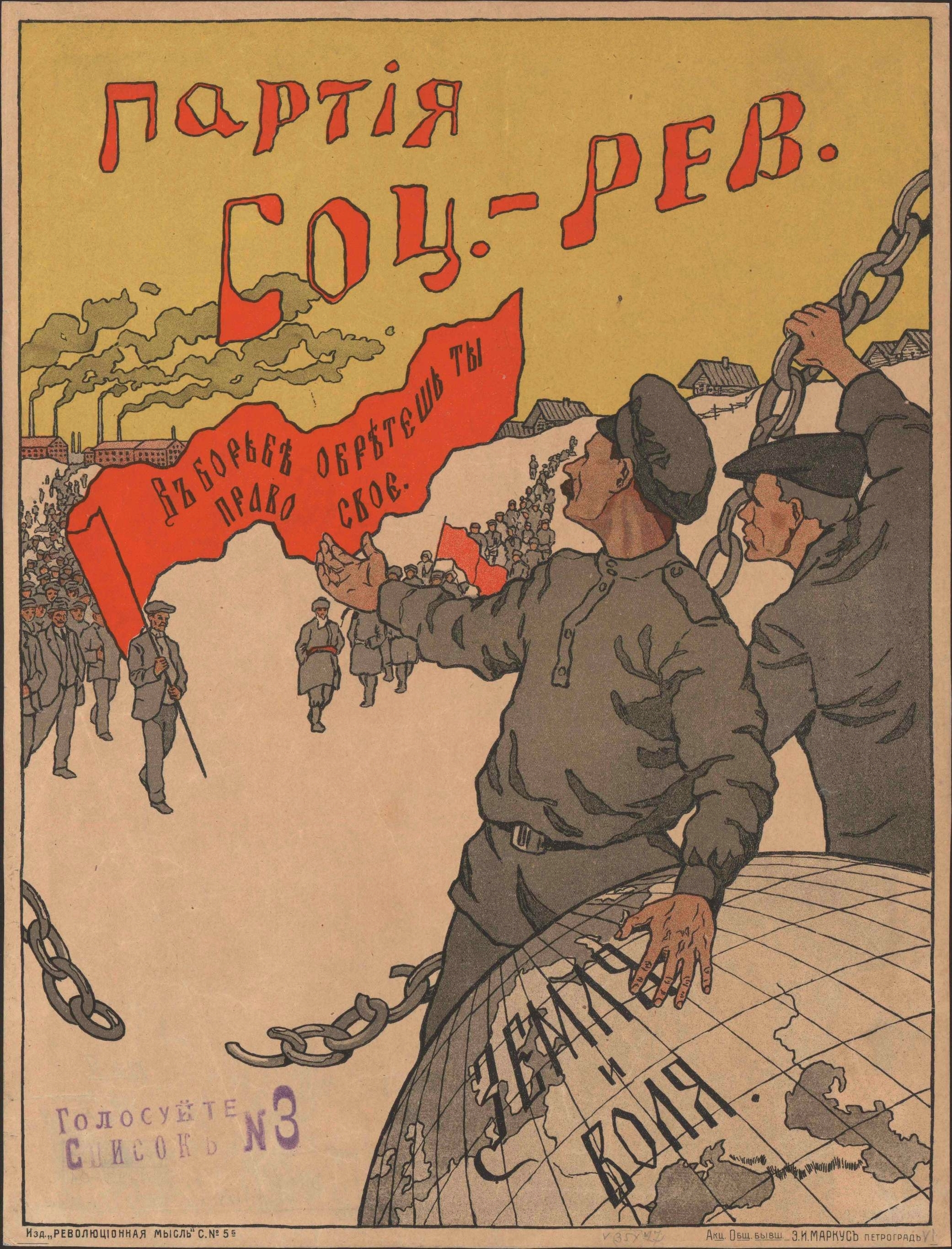
Volební plakát strany eserů z roku 1917

Strana socialistů revolucionářů (rusky Партия социалистов-революционеров, zkráceně eseři) byla předrevoluční politická strana v Rusku existující v letech 1901 až 1918. Její zaměření bylo agrárně (rolnicky) sociální, vycházející z myšlenek tzv. narodnictví.
Jako datum založení se uvádí rok 1901 nebo 1902, avšak kořeny strany sahají ještě dále, je přímým nástupcem organizace Narodnaja volja.

## Charakteristika strany
Strana eserů je považována za nejvlivnější levicovou demokratickou stranu předrevolučního Ruska mající velkou podporu především na ruském venkově. Její politický program byl směsí ruského národnictví a marxismu. Strana usilovala o svébytný ruský rolnický socialismus s institucí obščiny a byla zastánce federativního uspořádání Ruska. Do roku 1917 zahrnoval její program v podstatě požadavky na širší a radikálnější demokratizaci ruského politického systému, rozšíření autonomie a sociálních práv dělníků a rolníků, oddělení církve a státu atp. Někteří členové strany (např. Jevno Azef, Boris Savinkov, Ivan Kaljajev…) byli svázáni s politickým terorismem. Hlavní slabinou strany byla její relativní roztříštěnost do řady frakcí.
V květnu 1917 eseři vstoupili spolu s menševiky (ke kterým měli všeobecně blíže než k bolševikům) do prozatímní vlády. Při volbách roku 1917 obdržela strana přes 40 % a stala se nejsilnějším subjektem v zemi. V létě 1917 se strana rozštěpila na pravici a levici. Do jara 1918 část eserů (leví eseři) bojovala na straně bolševiků. Zbylá část eserů se postavila na stranu bolševiků až koncem roku 1918, po zradě admirála Kolčaka, který provedl puč proti prozatímní vládě Ústavodárného shromáždění na Sibiři, kde byl ministrem války. Tehdy eseři podepsali spojeneckou dohodu s bolševiky a jejich Lidová armáda splynula s bolševickou Rudou armádou.
Pro svůj politický program a zaměření se eseři během ruské revoluce v roce 1917 dostali zcela logicky do konfliktu s bolševiky, kteří v roce 1917 převzali jejich rolnický program a stranu v podstatě zlikvidovali. Většina jejich vůdců po roce 1918 emigrovala.
Eseři byli významnou politickou stranou především v 1. a ve 2. Dumě, ve 3. a 4. Dumě jejich počet kvůli diskriminujícímu volebnímu zákonu klesl. V roce 1906 z jejich řad vystoupila frakce trudoviků, kteří šli do voleb po revoluci v únoru 1917 samostatně.

## Významní socialističtí revolucionáři
- Jakov Agranov
- Alexandr Antonov
- Jevno Azef
- Jakov Bljumkin
- Dmitrij Bogrov
- Jekatěrina Breško-Breškovská
- Varlam Čerkezišvili
- Viktor Černov
- Fjodor Funtikov
- Grigorij Geršuni
- Alexandra Izmailovičová
- Jekatěrina Izmailovičová
- Ivan Kaljajev
- Fanny Kaplanová
- Alexandr Kerenskij
- Andrej Kolegajev
- Mark Natanson
- Pinchas Rutenberg
- Boris Savinkov
- Jegor Sozonov
- Marija Spiridonova
- Nikolaj Ťutčev
- Nikolaj Čajkovskij
- Vladimir Zenzinov
- Chaim Žitlovskij